# Joseph Ignaz Weiss

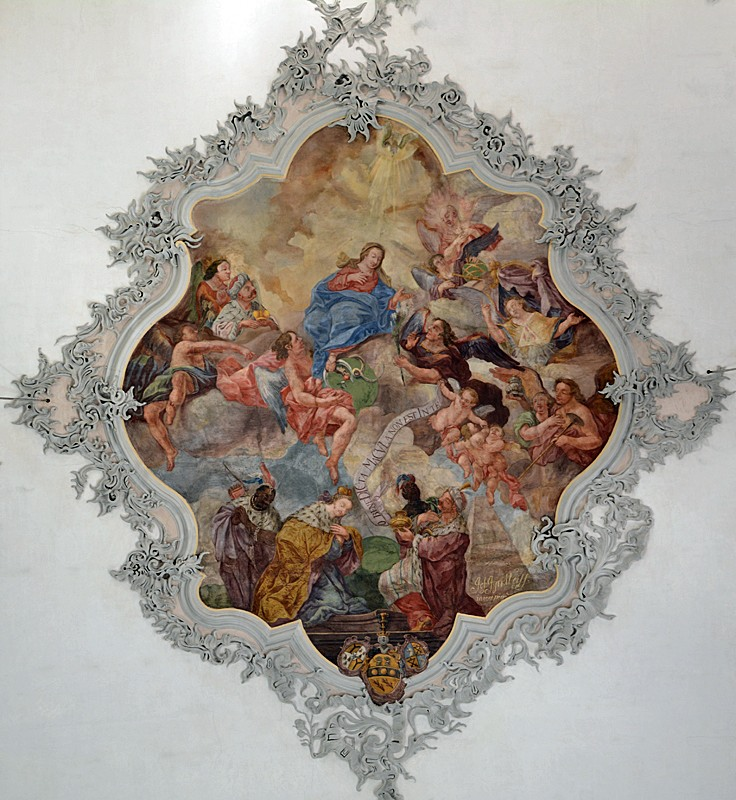
Deckengemälde von Joseph Ignaz Weiss in der Pfarrkirche Silenen

Joseph Ignaz Weiss (* 1722 in Altusried; † nach 1792) war ein süddeutscher Maler des Barock, der vor allem durch Arbeiten in der Schweiz bekannt geworden ist.
Der aus dem Allgäu stammende Maler war von 1752 bis 1753 für das Kloster Einsiedeln tätig.
Als Hauptwerk von Joseph Ignaz Weiss gilt die barocke Ausstattung der Stiftskirche im Chorherrenstift St. Michael Beromünster. Von 1771 bis 1775 schuf er dort im Auftrag der Chorherren das Heiliggrab, ein Deckengemälde und ein Choraltarbild.
Arbeiten von Joseph Ignaz Weiss sind außer in Einsiedeln und Beromünster auch in Eschenbach SG (Deckengemälde der St. Laurentius-Kirche in St. Gallenkappel, 1755), Silenen (Deckengemälde der Pfarrkirche St. Albin, 1786), Flüelen, Hochdorf (Pfarrkirche St. Martin, 1758), Buttisholz, Seewen SZ, Morschach, Ingenbohl (die drei großen Deckengemälde in der Pfarrkirche St. Leonhard) sowie in der Kapelle Gormund und in der Mooskapelle bei Beromünster bezeugt.